# Herbie: Fulltankad
Herbie: Fulltankad, amerikansk spelfilm från 2005, producerad av Walt Disney Pictures och baserad på karaktärer skapade av Gordon Buford. Filmen är den femte om folkvagnsbubblan Herbie, och en uppföljare till Gasen i botten, Herbie (1969), Full speed igen, Herbie (1974), Herbie i Monte Carlo (1977) och Herbie vild och galen (1980).

## Handling
Efter en karriär som tävlingsbil hamnar Herbie, mot sin vilja, till slut på skroten. När Maggie tar examen, får hon välja en bil på skroten och det blir förstås Herbie. Maggie ställer upp med Herbie i en kappkörningstävling mot racerföraren Trip Murphy.

## Medverkande (urval)
- Lindsay Lohan - Maggie Peyton
- Justin Long - Kevin
- Breckin Meyer - Ray Peyton Jr
- Matt Dillon - Trip Murphy
- Michael Keaton - Ray Peyton Sr
- Cheryl Hines - Sally
- Jill Ritchie - Charisma
- Jimmi Simpson - Crash

## Svenska röster
- Tilde Fröling - Maggie Peyton
- Göran Gillinger - Kevin
- Jakob Stadell - Ray Peyton Jr
- Kristian Ståhlgren - Trip Murphy
- Claes Ljungmark - Ray Peyton Sr
- Anki Albertsson - Sally
- Marie Serneholt - Charisma
- Ola Forssmed - Crash